# 1134

سنة 1134 كانت سنة بسيطة تبدأ يوم الإثنين (سوف يظهر الرابط التقويم الكامل للعام) حسب التقويم اليولياني.

## مواليد
- أبو عباس الجراوي شاعر أندلسي
- سانشو الثالث ملك قشتالة

## وفيات
- أمية بن عبد العزيز بن أبي الصلت
- ابن الطراوة